# Pembroke (Virgínia)
Pembroke és una població dels Estats Units a l'estat de Virgínia. Segons el cens del 2000 tenia 1.134 habitants.

## Demografia
Segons el cens del 2000, Pembroke tenia 1.134 habitants, 491 habitatges, i 317 famílies. La densitat de població era de 398 habitants per km².
Dels 491 habitatges en un 27,1% hi vivien nens de menys de 18 anys, en un 49,1% hi vivien parelles casades, en un 11,4% dones solteres, i en un 35,4% no eren unitats familiars. En el 31,6% dels habitatges hi vivien persones soles el 15,9% de les quals corresponia a persones de 65 anys o més que vivien soles. El nombre mitjà de persones vivint en cada habitatge era de 2,31 i el nombre mitjà de persones que vivien en cada família era de 2,89.
Per edats la població es repartia de la següent manera: un 22,2% tenia menys de 18 anys, un 6% entre 18 i 24, un 31,2% entre 25 i 44, un 23,6% de 45 a 60 i un 16,9% 65 anys o més.
L'edat mediana era de 38 anys. Per cada 100 dones de 18 o més anys hi havia 88,5 homes.
La renda mediana per habitatge era de 34.444 $ i la renda mediana per família de 42.632 $. Els homes tenien una renda mediana de 27.419 $ mentre que les dones 22.240 $. La renda per capita de la població era de 16.643 $. Entorn del 5,3% de les famílies i el 6,5% de la població estaven per davall del llindar de pobresa.

## Poblacions més properes
El següent diagrama mostra les poblacions més properes.